# Puig de Fontnegra
Der Puig de Fontnegra (span.: Pic de Fontnegra) ist ein Berg in den nordkatalanischen Ostpyrenäen (Spanien).

## Zugänge
Drei mittelschwere, unmarkierte aber gut erkennbare Wanderwege führen auf den Gipfel, welcher eine schöne Aussicht in alle Richtungen bietet. 
Einfachster Zugang:
Sanktuarium im Vall de Núria (1.967 m) – Alberg Pic d'Àliga (Jugendherberge im Vall de Núria, 2122 m, bis hierhin auch per Kabinenbahn) – Pic d'Àliga (2422 m) – Puig de Fontnegra (– weiter zum Coll de Noucreus oder Torreneules).
Im Winter kann der Gipfel vom Vall de Núria aus mit Tourenskiern und Schneeschuhen bestiegen werden.